# Бохолц
Бохолц (рум. Boholț) — село у повіті Брашов в Румунії. Входить до складу комуни Беклян.
Село розташоване на відстані 185 км на північний захід від Бухареста, 59 км на північний захід від Брашова, 141 км на південний схід від Клуж-Напоки.

## Населення
За даними перепису населення 2002 року у селі проживали 190 осіб.
Національний склад населення села:
| Національність | Кількість осіб | Відсоток |
| -------------- | -------------- | -------- |
| румуни         | 183            | 96,3%    |
| угорці         | 7              | 3,7%     |

Рідною мовою назвали:
| Мова      | Кількість осіб | Відсоток |
| --------- | -------------- | -------- |
| румунська | 185            | 97,4%    |
| угорська  | 5              | 2,6%     |